# Nechonja ben ha-Qana
Nechonja ben ha-Qana (hebräisch נחוניה בן הקנה, auch: Nechunja ha-Qane, Nechunja ben Hakana; Bedeutung des Namens unklar) war Tannaite der ersten Generation im 1. bis 2. nachchristlichen Jahrhundert. Er war ein Zeitgenosse von Jochanan ben Sakkai.
Es gibt Hinweise, dass der Rabbi Nechonja während der Hasmonäerzeit in der Stadt Emmaus in Judäa lebte. Er war Lehrer Jischmaels und bedeutend in der Hekhalotliteratur; in der Kabbala wird er als Verfasser des „sefer ha-bahir“ angesehen und ist der Verfasser des Gebetes „Ana Be-choach“. Von einigen Forschern wird in ihm auch der Autor des kabbalistischen Werkes Sefer ha-Peliʾah (hebräisch ספר פלאיה ‚Buch des Wunders‘) gesehen. Üblicherweise wird dieses Werk jedoch anderen mittelalterlichen kabbalistischen und mystischen Autoren zugeschrieben.
Vermutlich wurde Rabbi Nechonja sehr alt und war vermögend. Der Talmud betont seine Friedfertig- und seine Freigebigkeit. Seine Methode und Lehrergebnisse standen in Ansehen. Von Bedeutung wurden den nachfolgenden Generationen seine Gebete beim Betreten und Verlassen des Lehrhauses (verschiedenen Mischna-Ausgaben beigedruckt).